# Letectvo a protivzdušná obrana Černé Hory

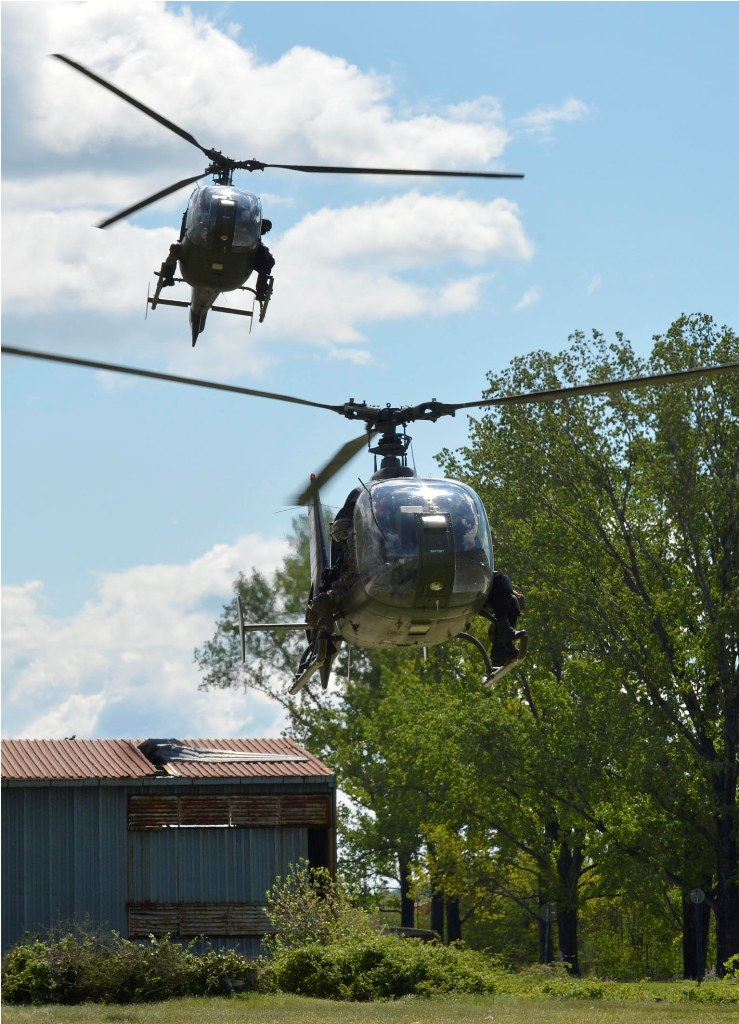
Černohorské vrtulníky SOKO Partizan

Letectvo a protivzdušná obrana (černohorsky Vazduhoplovstvo i protivvazdušna odbrana, zkratkou V i PVO) je letecká složka ozbrojených sil Černé Hory. 

## Přehled letecké techniky
Tabulka obsahuje přehled letecké techniky Černé Hory podle Flightglobal.com.
| Název                | Fotografie | Původ              | Určení                  | Verze              | V aktivní službě | Poznámky                             |           |
| Vrtulníky            | Vrtulníky  | Vrtulníky          | Vrtulníky               | Vrtulníky          | Vrtulníky        | Vrtulníky                            | Vrtulníky |
| -------------------- | ---------- | ------------------ | ----------------------- | ------------------ | ---------------- | ------------------------------------ | --------- |
| Aérospatiale Gazelle |            | Francie Jugoslávie | užitkový vrtulník       | SOKO Partizan      | 6                | Licenční výroba v bývalé Jugoslávii. |           |
| Bell 412             |            | USA Itálie         | víceúčelový vrtulník    | Agusta Bell 412EPI | 3                | Od října roku 2018.                  |           |
| Bell 505             |            | USA                | lehký užitkový vrtulník |                    | 2                | Objednán ještě jeden kus.            |           |